# Hidde Sjoerds de Vries
 (janvier 2022).
Si vous disposez d'ouvrages ou d'articles de référence ou si vous connaissez des sites web de qualité traitant du thème abordé ici, merci de compléter l'article en donnant les références utiles à sa vérifiabilité et en les liant à la section « Notes et références ».
Pour les articles homonymes, voir de Vries.

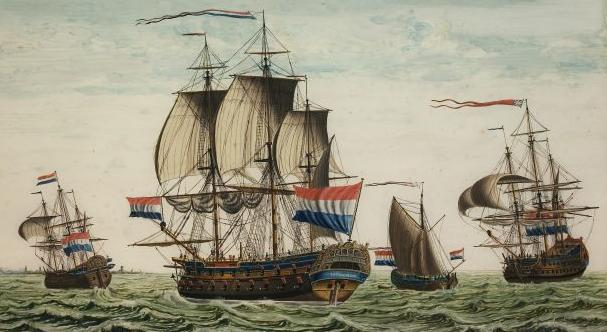
Prins Friso, le navire de l'amiral de Vries.

Hidde Sjoerds de Vries, né le 22 décembre 1645 à Sexbierum, en Frise, et mort le 1er juillet 1694 à Dunkerque, est un amiral hollandais du XVIIe siècle, comme son oncle Tjerk Hiddes de Vries.

## Biographie
Comme son oncle, il fait sa carrière au sein de l'amirauté de Frise. Promu capitaine en 1683, il est promu schout-bij-nacht le 22 mars 1692. Il commande en cette qualité lors de la bataille de la Hougue en 1692.
Alors qu'il vient de capturer un convoi de blé, au large de l'île de Texel, son navire amiral, le Prins Friso (ce qui signifie, en français, « Prince de Frise »), est accosté par Le Maure commandé par Jean Bart, le fameux corsaire dunkerquois. Entre autres blessures, l'amiral de Vries a un œil crevé d'un coup de pic alors qu'il tentait de défendre le pavillon-amiral. Prisonnier, il est conduit à Dunkerque où il faut l'amputer d'un bras. Un barbier l'anesthésie à la corsaire, d'une bonne rasade d'eau-de-vie. L'horrible opération ne sauve pas le malheureux officier, mais il estime que son honneur est sauf, car il a été vaincu par des héros, et il meurt heureux, le 1er juillet 1694, en déclarant qu'il n'a jamais été à si belle fête.